# Next Generation ATP Finals 2024 – mužská dvouhra
Mužská dvouhra Next Generation ATP Finals 2024 probíhala ve druhé polovině prosince 2024 ve zrychleném tenisovém formátu Fast4. Singlové soutěže závěrečného turnaje sezóny se zúčastnilo osm nejvýše postavených hráčů do 20 let na žebříčku ATP Race. Podruhé se hrálo v džiddském areálu King Abdullah Sports City. Do žebříčku ATP tenisté nezískali žádné body. Obhájce titulu, 21letý Srb Hamad Medjedović, již nebyl věkově způsobilý k účasti.
Vítězem se stal 18letý Brazilec João Fonseca. Titul získal jako první jihoamerický, nejníže postavený a druhý nejmladší šampion.

## Turnaj
Nejvýše nasazený Francouz Arthur Fils obhajoval finálovou účast z předchozího ročníku. Vyřazením ve skupině se nestal druhým vícenásobným finalistou turnaje po Alexi de Minaurovi z let 2018 a 2019. Jako vůbec první startující plnil Fils roli nejvýše nasazeného ve dvou ročnících. Z pozice světové dvacítky se stal i třetím singlistou závěrečné akce figurujícím v Top 20, po patnáctém v pořadí Tsitsipasovi v roce 2018 a osmnáctém de Minaurovi v ročníku 2019. Také druhý Francouz, Luca Van Assche, zasáhl do soutěže podruhé v řadě.
Prvním čínským účastníkem od založení závěrečné akce v roce 2017 se stal Šang Ťün-čcheng, který byl jedním ze dvou levorukých startujících. Druhý levák, americký teenager Learner Tien, přicestoval do Džiddy s dvěma krajany, druhým nasazeným Alexem Michelsenem a Nisheshem Basavareddym, kteří se střetli v prvním utkání. Výhra pro Michelsena znamenala první vítězný zápas, když v předchozím ročníku třikrát prohrál. Šang byl také jedním ze dvou hráčů mladších 20 let v první světové stovce žebříčku ATP, spolu s nejmladším jejím členem Jakubem Menšíkem, jenž se na okruhu ATP stal Nováčkem roku. Jediným Čechem v předchozí historii události byl Jiří Lehečka v roce 2022. Triumfem na Chengdu Open ovládl Šang v probíhající sezóně dvouhru jako jediný z teenagerů.

### João Fonseca prvním jihoamerickým vítězem
Vítězem se stal Brazilec João Fonseca po finálové výhře nad Američanem Learnerem Tienem poměrem 2–4, 4–3, 4–0 s 4–2. Zopakoval tak vzájemné vítězství ze souboje o titul na juniorce US Open 2023. Jednalo se o zápas dvou nejmladších členů z okteta startujících a třetí finále, v němž se oba akteří utkali již ve skupině. Pěti zápasy prošel Fonseca bez porážky a odvezl si tak rekordní prémii v historii turnaje, 526 480 dolarů. Stal se i šestým neporaženým šampionem a prvním z Jižní Ameriky, když na závěrečné akci startoval jako třetí Jihoameričan po Argentincích Baezovi s Cerundolem v roce 2021. V 18 letech a 3 měsících rovněž představoval druhého nejmladšího účastníka i šampiona po Janniku Sinnerovi, který byl při triumfu v roce 2019 o měsíc mladší. Třetím 18letým finalistou i vítězem předchozí historie turnaje byl Carlos Alcaraz v ročníku 2021. Brazilec se po Sinnerovi stal také druhým šampionem v roli osmého nasazeného.
Z pozice 145. hráče žebříčku Fonseca vyhrál jako nejníže postavený vítěz Next Gen ATP Finals, když v této statistice překonal 110. muže klasifikace Medjedoviće z roku 2023. Již úvodní skupinovou výhrou nad světovou dvacítkou Filsem zopakoval největší kariérní vítězství z únorového Rio Open 2024. Od ledna se v probíhající sezóně posunul o 585 míst, na 145. příčku žebříčku. Trofej převzal od Rafaela Nadala.
Přes finálovou porážku se 19letý Tien stal – po Medjedovići z roku 2023 – druhým účastníkem, který na turnaji porazil tři nejvýše nasazené hráče, Filse, Michelsena a Menšíka. Jako první levák postoupil až do finále.

## Nasazení hráčů
1. Arthur Fils (základní skupina)
2. Alex Michelsen (semifinále)
3. Jakub Menšík (základní skupina)
4. Šang Ťün-čcheng (základní skupina)
5. Learner Tien (semifinále)
6. Luca Van Assche (semifinále)
7. Nishesh Basavareddy (základní skupina)
8. João Fonseca (vítěz)

## Náhradníci
1. Martín Landaluce (nenastoupil)
2. Henrique Rocha (nenastoupil)

## Soutěž
| Legenda                                                       |                                                                        |                                                   |
| - Q – kvalifikant - WC – divoká karta - LL – šťastný poražený | - Alt – náhradník - SE – zvláštní výjimka - PR/SR – žebříčková ochrana | - w/o – bez boje - r – skreč - d – diskvalifikace |

### Finálová fáze
|  | Semifinále | Semifinále      | Semifinále   | Semifinále | Semifinále | Semifinále | Semifinále |                |   | Finále | Finále | Finále | Finále | Finále | Finále | Finále |
|  |            |                 |              |            |            |            |            |                |   |        |        |        |        |        |        |        |
|  | 8          | João Fonseca    | 4            | 4          | 4          |            |            |                |   |        |        |        |        |        |        |        |
|  | 6          | Luca Van Assche | 2            | 2          | 1          |            |            |                |   |        |        |        |        |        |        |        |
|  | 6          | Luca Van Assche | 2            | 2          | 1          |            | 8          | João Fonseca   | 2 | 410    | 4      | 4      |        |        |        |        |
|  |            |                 |              |            |            |            |            | João Fonseca   | 2 | 410    | 4      | 4      |        |        |        |        |
|  |            | 5               | Learner Tien | 4          | 38         | 0          | 2          |                |   |        |        |        |        |        |        |        |
|  | 2          | 5               | Learner Tien | 4          | 38         | 0          | 2          | Alex Michelsen | 4 | 2      | 4      | 0      | 1      |        |        |        |
|  | 2          |                 |              |            |            |            |            | Alex Michelsen | 4 | 2      | 4      | 0      | 1      |        |        |        |
|  | 5          | Learner Tien    | 2            | 4          | 1          | 4          | 4          |                |   |        |        |        |        |        |        |        |

### Modrá skupina
|   |              | Fils                          | Menšík                                            | Tien                                    | Fonseca                                           | Zápasy | Sety       | Hry          | Pořadí |
| 1 | Arthur Fils  |                               | 4–2, 4–3(7–4), 4–2                                | 2–4, 2–4, 4–3(7–4), 3–4(5–7)            | 4–3(11–9), 2–4, 1–4, 4–1, 1–4                     | 1–2    | 2–3 (40 %) | 12–16 (43 %) | 3.     |
| 3 | Jakub Menšík | 2–4, 3–4(4–7), 2–4            |                                                   | 3–4(6–8), 3–4(3–7), 4–2, 4–2, 3–4(8–10) | 4–3(7–4), 3–4(8–10), 3–4(5–7), 4–3(7–4), 3–4(5–7) | 0–3    | 4–9 (31 %) | 41–46 (47 %) | 4.     |
| 5 | Learner Tien | 4–2, 4–2, 3–4(4–7), 4–3(7–5)  | 4–3(8–6), 4–3(7–3), 2–4, 2–4, 4–3(10–8)           |                                         | 0–4, 0–4, 4–1, 2–4                                | 2–1    | 7–6 (54 %) | 37–41 (47 %) | 2.     |
| 8 | João Fonseca | 3–4(9–11), 4–2, 4–1, 1–4, 4–1 | 3–4(4–7), 4–3(10–8), 4–3(7–5), 3–4(4–7), 4–3(7–5) | 4–0, 4–0, 1–4, 4–2                      |                                                   | 3–0    | 9–5 (64 %) | 47–35 (57 %) | 1.     |

### Červená skupina
|   |                     | Michelsen                    | Šang                         | Van Assche                   | Basavareddy                  | Zápasy | Sety       | Hry          | Pořadí |
| 2 | Alex Michelsen      |                              | 4–1, 1–1skreč                | 1–4, 4–2, 4–3(8–6), 4–3(7–5) | 2–4, 4–3(7–5), 4–3(7–4), 4–2 | 3–0    | 9–2 (82 %) | 39–24 (62 %) | 1.     |
| 4 | Šang Ťün-čcheng     | 1–4, 1–1skreč                |                              | 3–4(3–7), 4–2, 1–4, 3–4(5–7) | 4–3(7–4), 2–4, 2–4, 1–4      | 0–3    | 2–9 (18 %) | 20–41 (33 %) | 4.     |
| 6 | Luca Van Assche     | 4–1, 2–4, 3–4(6–8), 3–4(5–7) | 4–3(7–3), 2–4, 4–1, 4–3(7–5) |                              | 3–4(2–7), 4–3(9–7), 4–2, 4–2 | 2–1    | 7–5 (58 %) | 41–35 (54 %) | 2.     |
| 7 | Nishesh Basavareddy | 4–2, 3–4(5–7), 3–4(4–7), 2–4 | 3–4(4–7), 4–2, 4–2, 4–1      | 4–3(7–2), 3–4(7–9), 2–4, 2–4 |                              | 1–2    | 5–7 (42 %) | 38–38 (50 %) | 3.     |

Vysvětlivky
1. 1 2  Šangova skreč proti Michelsenovi byla do statistik zapsána jako porážka poměrem 0–4, 0–4, 0–4.